# Spansk martorn
Spansk martorn (Eryngium bourgatii) är en växtart i släktet martornar och familjen flockblommiga växter. Den beskrevs av Antoine Gouan 1773.
Arten är en perenn ört som förekommer naturligt i Spanien, Frankrike och Marocko. Den odlas även som prydnadsväxt, och har som sådan spridits till Tyskland och Storbritannien, där den förekommer som förvildad.

## Varieteter
Arten har två varieteter:
- Eryngium bourgatii var. atlanticum
- Eryngium bourgatii var. bourgatii